# Samengestelde rugslag
De samengestelde rugslag is een uitbreiding van de enkelvoudige rugslag. In tegenstelling tot deze worden de armen bij de samengestelde rugslag wel gebruikt. De beenslag is hetzelfde als de enkelvoudige rugslag, de armslag bestaat uit achtereenvolgend een glij-, insteek-, doorhaal-, uithaal- en overhaalfase. De armen worden hierbij tegelijkertijd over het water naar voren gehaald en maken onder water gelijktijdig de doorhaal.